# Little Dewchurch
Little Dewchurch – wieś w Anglii, w hrabstwie Herefordshire. Leży 9 km na południe od miasta Hereford i 184 km na zachód od Londynu.